# Медзібродіє над Оравоу
Медзібродіє над Оравоу (словац. Medzibrodie nad Oravou) — село в окрузі Дольни Кубін Жилінського краю Словаччини. Площа села 4,38 км². Станом на 31 грудня 2015 року в селі проживало 511 жителів.

## Історія
Перші згадки про село датуються 1408 роком.

## Географія
Протікає річка Пуцов.

## Населення
| Рік:            | 1994. | 2004.   | 2014.    | 2024.    |
| --------------- | ----- | ------- | -------- | -------- |
| Кількість осіб: | 416   | 438     | 503      | 626      |
| Різниця:        |       | +5,28 % | +14,84 % | +24,45 % |

| Рік:            | 2023. | 2024.   |
| --------------- | ----- | ------- |
| Кількість осіб: | 610   | 626     |
| Різниця:        |       | +2,62 % |